# Reuning Glacier
Reuning Glacier är en glaciär i Antarktis. Den ligger i Västantarktis. Argentina, Chile och Storbritannien gör anspråk på området. Reuning Glacier ligger 111 meter över havet.
Terrängen runt Reuning Glacier är kuperad söderut, men norrut är den platt. Trakten är obefolkad. Det finns inga samhällen i närheten.